# Гронингенский мир
Гронингенский мир — мирный договор, положивший окончательный конец Великой фризской войне (1413–1422). Договор был заключён 1 февраля 1422 г. в городе Гронингене и лично подписан 94 хофтлингами (вождями). В течение девяти лет фризские земли между Вли и Везером страдали от военного насилия, вызванного спорами между схирингерами, которых в то время поддерживал граф Голландии Иоганн III Баварский, и союзниками, состоявшими из феткоперов, партии ван Бронкхорстов и клана Онста в Гронингене при поддержке Окко II том Брока. Предыдущие попытки прекращения боевых действий всегда терпели неудачу из-за невыполнения договоренностей одной из сторон.
На протяжении веков графы Голландии претендовали на власть над Фрисландией. Они утверждали, что Фрисландия была отдана им в лен императором Священной Римской империи. Под Фрисландией они понимали не только нынешнюю провинцию Фрисландия, но как минимум также Гронинген с Оммеландами и Восточную Фризию.
В конце XIV века во Фрисландии также развернулась так называемая борьба партий. Обе партии, известные во Фрисландии и Гронингене как схирингеры и феткоперы, едва ли имели постоянный состав, сторонники легко присоединялись, но так же легко и откалывались. Точные причины эскалации конфликта определить сложно, но они берут свое начало в междоусобицах. Непосредственной причиной Великой фризской войны стала вражда между влиятельными восточнофризскими кланами Абдена и том Брок.
В последовавших беспорядках Альбрехт Баварский увидел хорошую возможность отстоять свои права на Фрисландию. В это же время в соседней Восточной Фризии возник собственный центр силы с появлением клана том Брок. Они также видели в беспорядках возможности для себя. В результате Фрисландия и Гронинген стали полем ожесточённого противостояния между постоянно меняющимися коалициями. Однако явного перевеса ни у одной из сторон не было.
Мирный договор положил конец войне. В договоре река Лауэрс упоминается как восточная граница области, над которой клан том Брок признал власть Иоганна Баварского. После этого в Оммеландах было относительно спокойно, а в городе Гронингене шло активное сближение между ван Бронкхорстами и Хекеренами. Во Фрисландии к западу от Лауэрса битва партий между схирингерам и феткоперами вскоре снова разгорелась в полную силу.